# Some Velvet Morning
Some Velvet Morning è una canzone scritta da Lee Hazlewood ed originariamente incisa (nel 1967) dallo stesso Hazlewood in coppia con Nancy Sinatra.

## Significato
Il testo, come spesso accade nella musica psichedelica, è abbastanza oscuro: rifacendosi a temi mitologici, viene descritta una donna misteriosa (Phaedra) che educa all'amore il protagonista e narratore, il tutto in atmosfere eteree e immerse in una natura fantastica.
Una possibile interpretazione del testo è che le parti, femminile e maschile, siano la vera differenza fra uomo e donna. Di conseguenza la donna, anche nella sfera sessuale, ha conoscenze che le fanno portare il rispetto dell'uomo. Altre interpretazioni spiegano che le due parti rappresentino allegoricamente la natura e l'uomo.

## Cover
- 1968 - Gábor Szabó - cover strumentale nell'album Bacchanal.
- 1969 - Vanilla Fudge nell'album Near the Beginning.
- 1969 - Hugu Tugu nell'album Canzoni di oggi - Successi di sempre in italiano con il titolo Mattino di velluto, testo di Mogol.
- 1982 - Lydia Lunch e Rowland S. Howard nell'album Honeymoon In Red.
- 1986 - Peter Zaremba's Love Delegation nell'album Spread the Word.
- 1988 - Rami Fortis nell'album Tales from the Box.
- 1993 - Slowdive nell'album Souvlaki.
- 1994 - Lost & Profound nell'album Memory Thief.
- 1995 - Thin White Rope nell'album Spoor.
- 2001 - My Dying Bride negli album Peaceville X e Meisterwerk 2.
- 2002 - Primal Scream e Kate Moss nell'album Evil Heat. Una versione differente è stata pubblicata nel 2003 sotto forma di singolo e inserita nella compilation Dirty Hits.
- 2002 - The Webb Brothers feat. Laura Katter nell'album tributo a Lee Hazlewood Total Lee!.
- 2002 - Entombed nell'album Sons Of Satan Praise The Lord.
- 2004 - Firewater nell'album Songs We Should Have Written.
- 2007 - Lee Hazlewood e Phaedra Dawn Stewart (sua nipote) nell'album Cake or Death.
- 2008 - Polar e Loane negli album 68 Covers e French Songs del 2009.
- 2008 - Amanda Brown e Glenn Richards nell'album RocKwiz.
- 2009 - Anny Celsi e Nelson Bragg nell'album Tangle-Free World.
- 2010 - Inga Liljestrom e Peter Fenton nell'album Sprawling Fawns e nell'EP Thistle.